# Ninasi
Ninasi − wieś w Estonii, w prowincji Virumaa Wschodnia, w gminie Lohusuu.